# Rhinocypha pelops
Rhinocypha pelops – gatunek ważki z rodziny Chlorocyphidae.